# 武井格
武井 格（たけい いたる、生年不明 - 1910年（明治43年）10月18日）は、明治時代の官吏。

## 経歴
福島県岩瀬郡長を経て、同県耶麻郡長に就任した。郡長在任中に死去した。